# 国際地質科学連合
国際地質科学連合（こくさいちしつかがかくれんごう、英語：International Union of Geological Sciences、略称：IUGS）は、地質学の分野における国際協力を目的として設立された非政府科学機関（非政府組織）である。

## 概要
国際地球観測年の成功を受けて、1961年の3月に設立された。現在、117か国の団体により組織されており、国際科学会議の参加メンバーでもある。特に世界的に重要度の高い地質学の問題についての研究を中心に奨励、促進しており、その他にも地球科学における国際的かつ学際的な連携をサポートしている。
国際地質科学連合の事務局は現在、ノルウェーのトロンハイムにあるノルウェー地質調査所 (Norwegian Geological Survey; NGU) におかれている。

## 活動
2005年12月22日、国際連合により設定された国際惑星地球年（International Year of Planet Earth、2008年）における活動に貢献している。また、4年ごとに開催される万国地質学会議の後援もしている。国際連合教育科学文化機関の主催する地質科学国際研究計画（International Geoscience Programme）とジオパークネットワークにおける共同パートナーでもある。
成立60年の記念として、第一回の100カ所のIUGS地質遺産（The First 100 IUGS Geological Heritage Sites）が選定された。

## 出版
国際地質科学連合の出版物の発行、配布は、ロンドン地質学会が監督しており、4年ごとに発行される雑誌 Episodes の製作、配布は、中華人民共和国国土資源部が担当している。